# Hôtel Rex
L'Hôtel Rex de Saïgon (vietnamien : Khách Sạn Rex) est un célèbre hôtel du 1er arrondissement d'Hô Chi Minh-Ville au Vietnam.

## Situation
L’hôtel est situé dans le quartier historique à proximité de la cathédrale Notre-Dame de Saïgon et de l'opéra de Saïgon.

## Histoire
Construit en 1927, par l'homme d'affaires français Bainier, pendant la période coloniale française, le bâtiment d'abord servi comme concessionnaire automobile et garage, on l'appelle alors Auto hall Bainier. 
On y vendait des voitures Citroën et d'autres voitures européennes. 
De 1959 à 1975, M. et Mme Ung Thi ont transformé le bâtiment en hôtel Rex de 100 chambres, trois cinémas, une cafétéria, une salle de danse et une bibliothèque.
Les premiers hôtes du Rex arrivent en décembre 1961, alors qu'il est encore dans sa phase finale de construction. 
Il s'agit de 400 soldats des forces armées des États-Unis, 200 soldats du 57ème bataillon de transport de Fort Lewis, Tacoma, Washington , et 200 soldats du 8e bataillon de transport de Fort Bragg. 
Ce sont les premières unités de la compagnie à arriver à Saïgon, équipées de vingt hélicoptères bimoteurs Shawnee H-21, sur le porte-avions USS Core, le 11 décembre 1961. 
Ils sont logés au Rex pendant une semaine environ pendant que leurs tentes étaient en cours d'installation à aéroport de Tân Sơn Nhất pour le 57e, et le 8 à Quy Nhơn. 
Pendant la guerre du Vietnam le service d’information américain loue l’hôtel en entier et s'y installe.
L'hôtel accueille la conférence quotidienne du commandement militaire américain, nommée ironiquement le délire de cinq heures (en) par des journalistes cyniques qui trouvaient délirant l'optimisme des officiers américains. 
Son bar sur le toit était un lieu de rencontre bien connu des militaires et des correspondants de guerre.
En 1975, à la fin de la guerre du Vietnam, le bureau national du tourisme Saigon tourist prend possession de l'hôtel et le rebaptise Ben Thanh. Il est alors transformé en hôtel international.
La conférence de presse annonçant la réunification du Vietnam en 1976 a eu lieu au Rex.
En 1986, l'hôtel a été rebaptisé Hôtel Rex.
En 2008 l'hôtel Rex est classé hôtel 5 étoiles.
Aujourd'hui le Rex est un des plus luxueux hôtels de Saïgon.

## Galerie

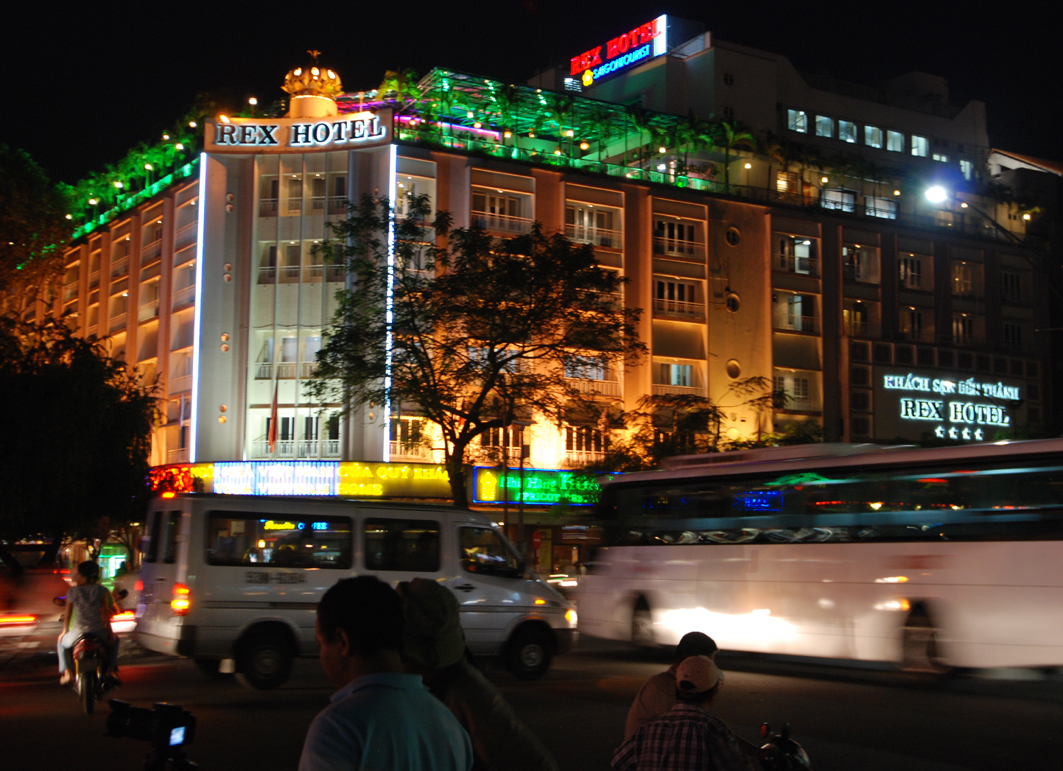
2007.
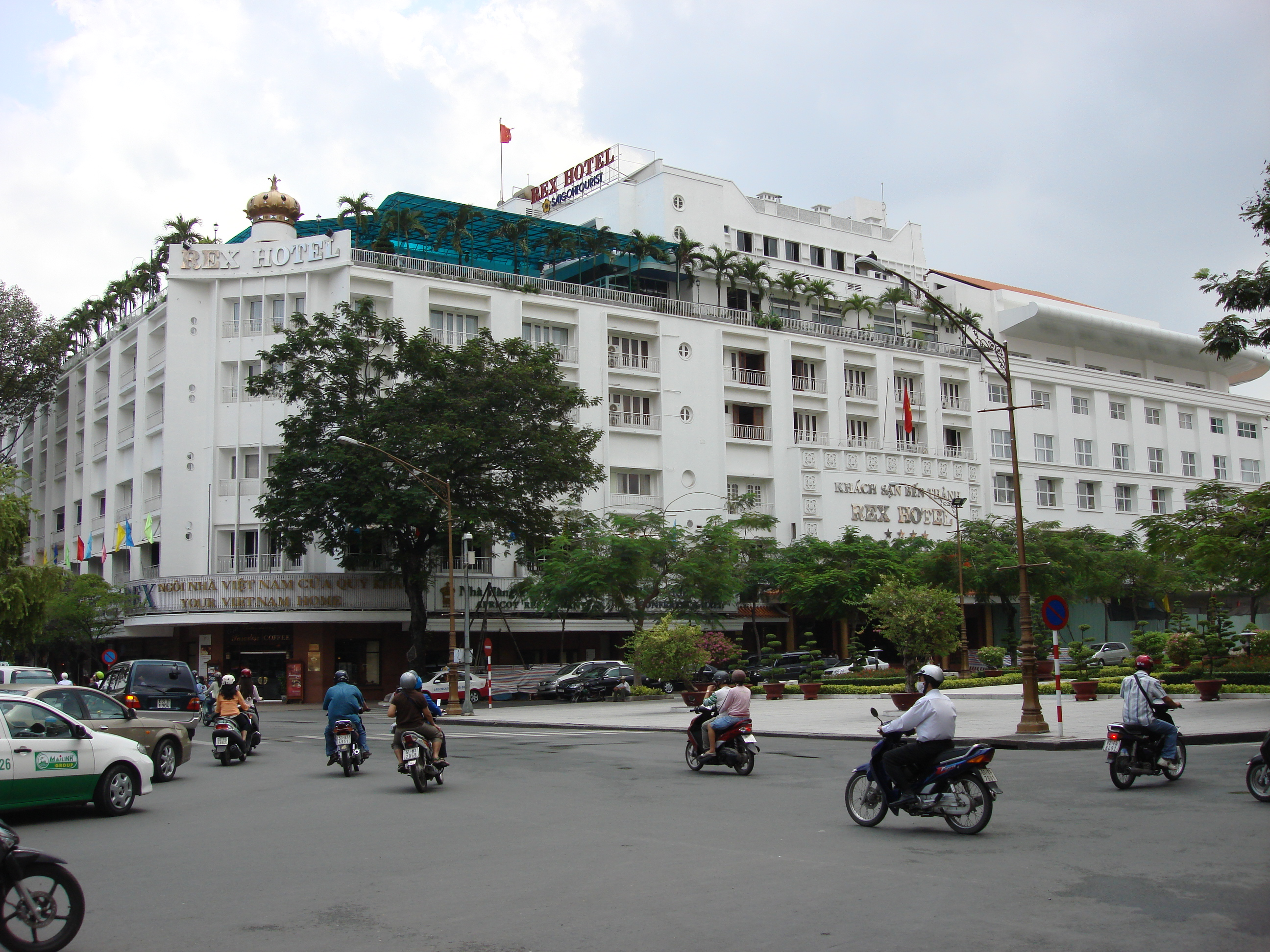
2008.
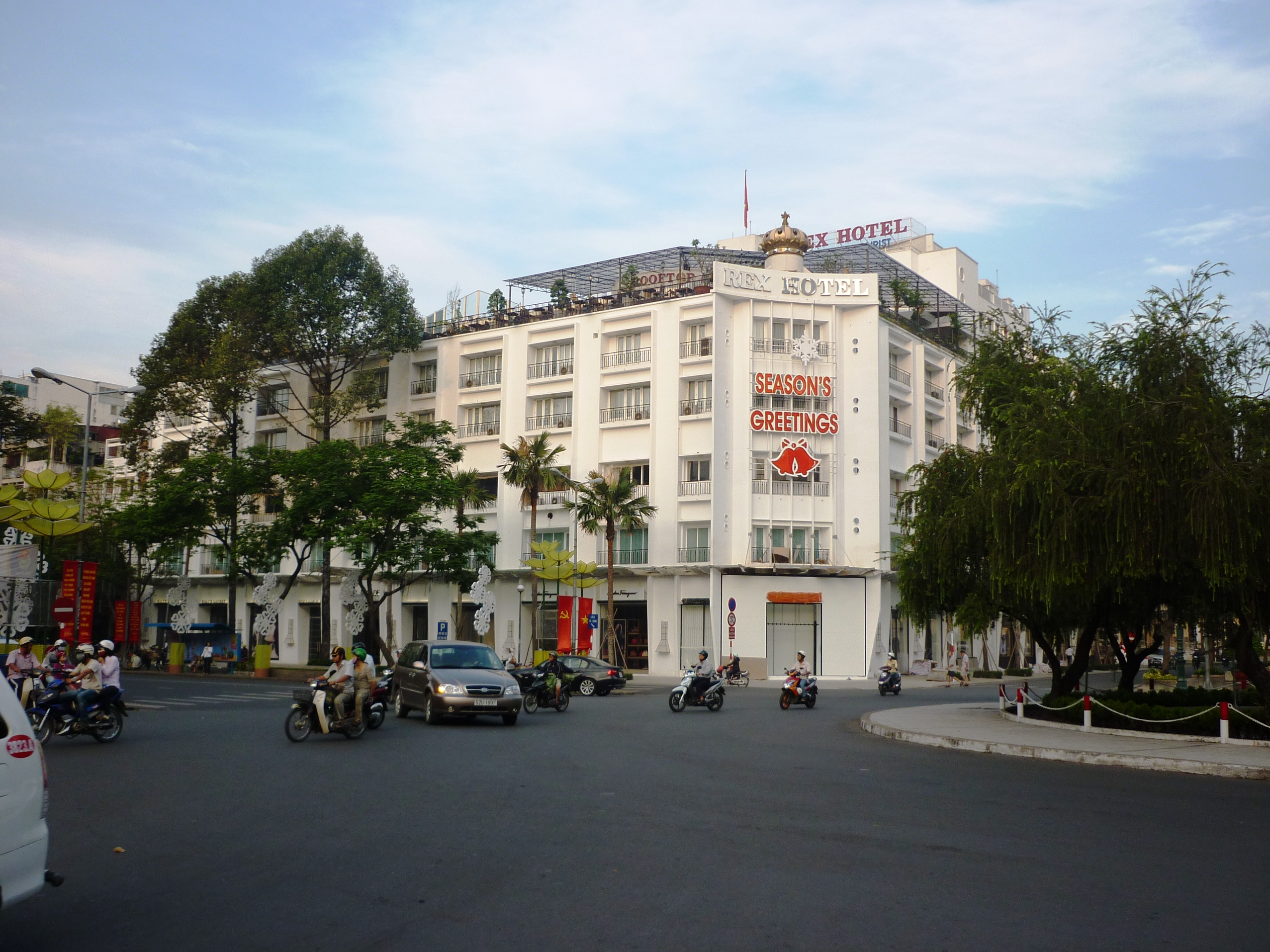
2010.
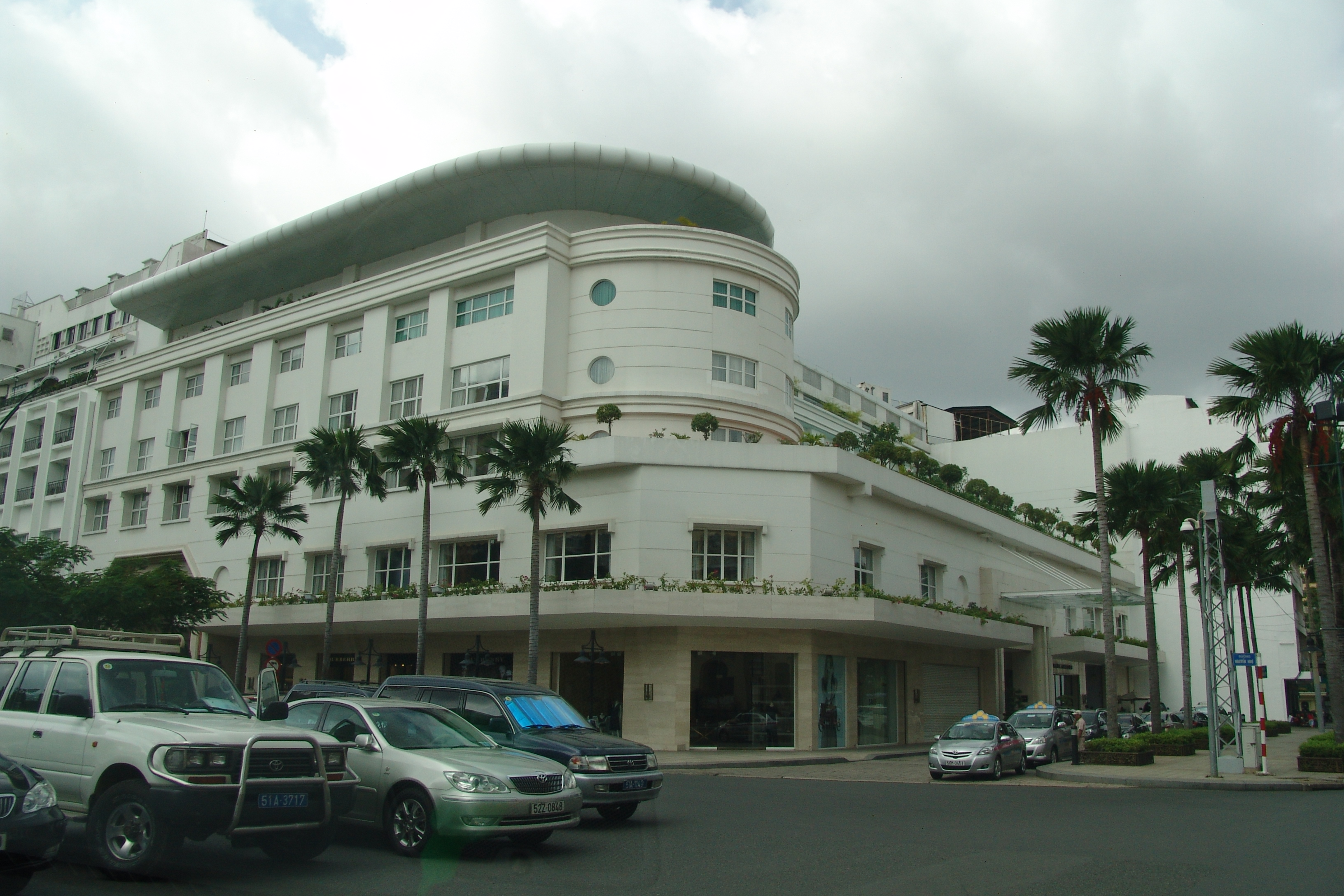
2011.
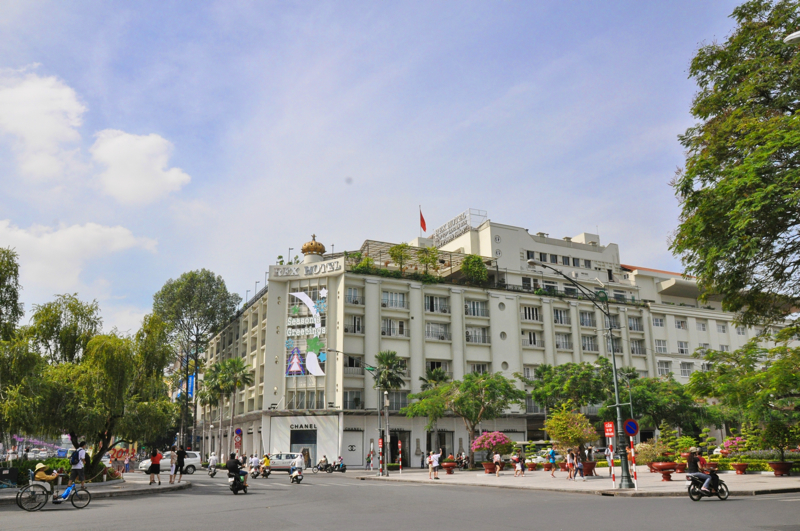
2012.
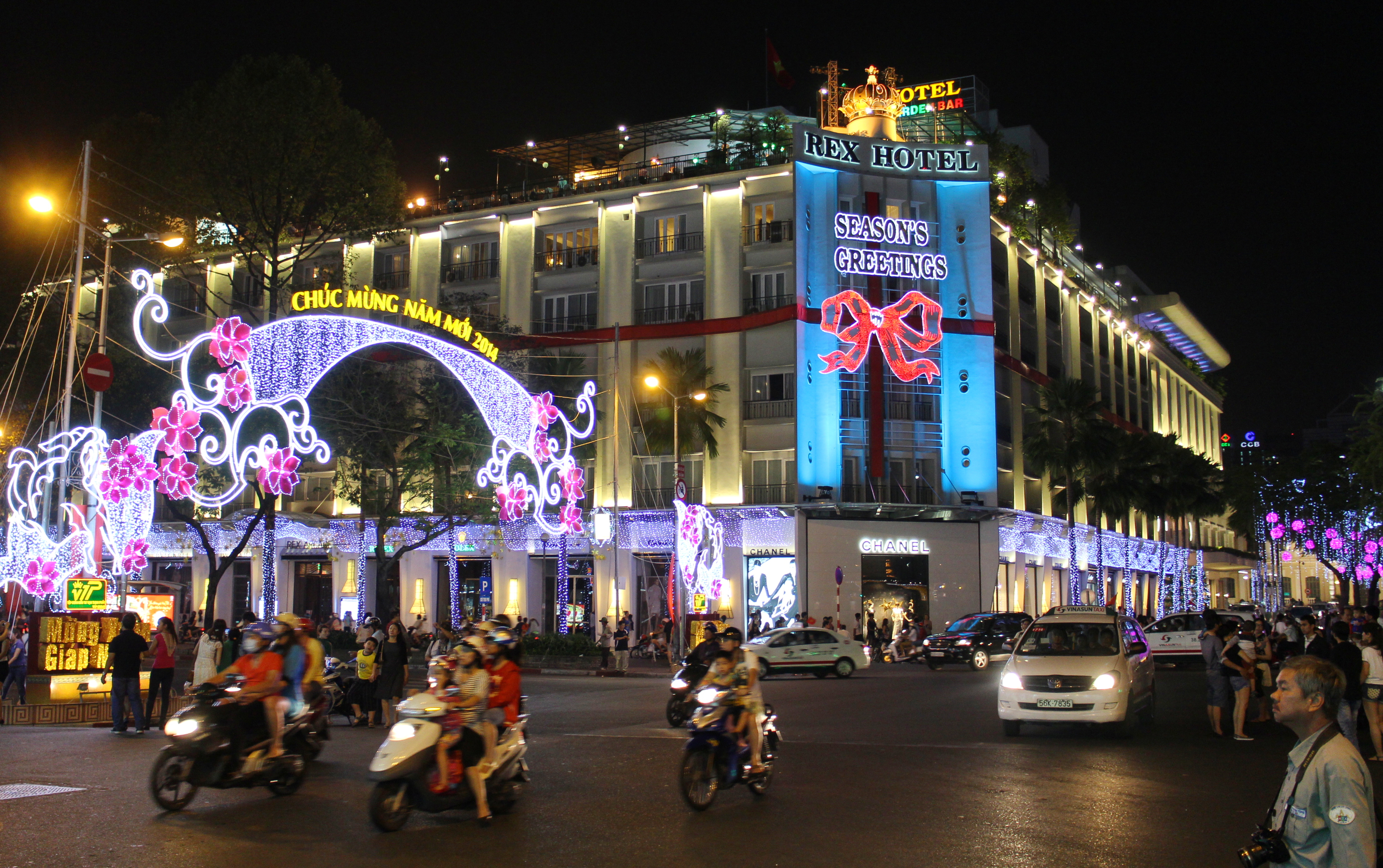
2013.
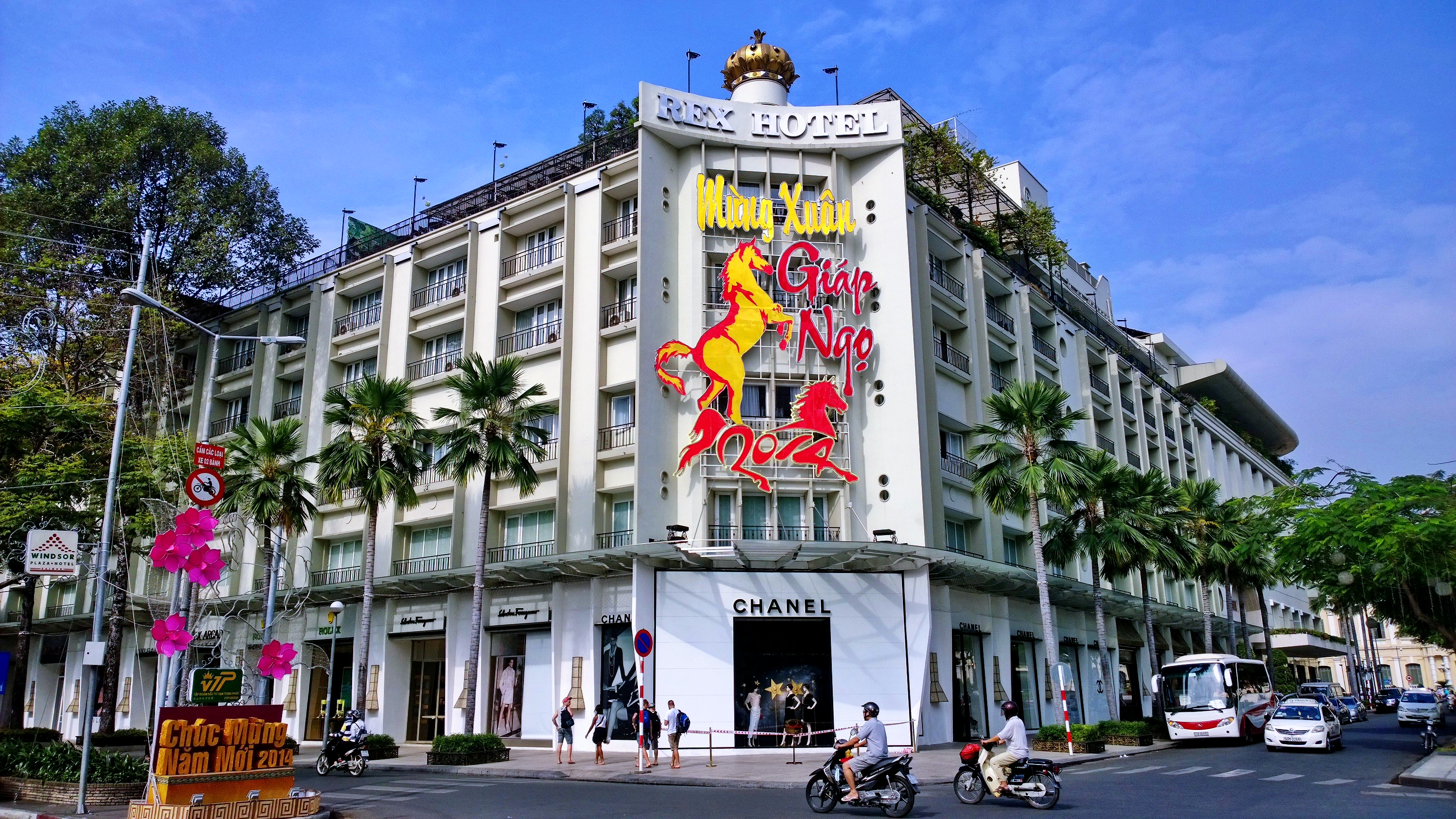
2014.